# Microsoft Hellhounds
Die Microsoft Hellhounds (MSH) sind ein Roboterfußballteam der Technischen Universität Dortmund. Sie treten seit 2002 im RoboCup in der 4-Legged-League mit Sony AIBOs an.
Von 2002 bis 2005 waren die Hellhounds Teil vom GermanTeam – einer Art „deutscher Nationalmannschaft“ – die zu der Zeit aus vier deutschen Universitäten (Berlin, Bremen, Darmstadt, Dortmund) bestand. Die technische Zusammenarbeit im GermanTeam basiert auf einem modularen Code (GT200x), in den jeder Teilnehmer sein Fachwissen als separates Modul (z. B. Bildverarbeitung, Laufen, Kicks, …) einbringen kann. Während die GermanTeam-Mitglieder die Weltmeisterschaften gemeinsam bestreiten, treten die jeweiligen Mannschaften jedoch zu allen anderen Wettbewerben einzeln an. Da das GermanTeam 2005 die mitgliederstärkste Mannschaft der Welt war und wiederholt den Weltmeistertitel gewann, suchten sich die Hellhounds neue Herausforderungen.
Zu den Weltmeisterschaften 2006 in Bremen traten die Hellhounds nun erstmals als eigenständiges Team an. Es gelang den Hellhounds, den dritten Platz zu erreichen und das GermanTeam mit 6:0 im Spiel um Platz 3 zu schlagen.
Gesponsert werden die Hellhounds unter anderem von der Microsoft Deutschland GmbH, daher der Zusatz „Microsoft“ im Namen. Die Hellhounds gehören zum Institut für Roboterforschung (IRF) der Technischen Universität Dortmund, Abteilung Informationstechnik.
Neben wissenschaftlichen Mitarbeitern und studentischen Hilfskräften, die dauerhaft im Projekt eingebunden sind, wird jedes Jahr eine Projektgruppe für zwölf Studierende der Informatik angeboten.

## Erfolge
- RoboCup 2006 Weltmeisterschaft, Bremen: 3. Platz und 1. Platz in der Technical Challenge
- US-Open 2006, Atlanta, USA: 1. Platz
- RoboLudens 2006, Europameisterschaft bzw. Dutch Open, Eindhoven: 1. Platz
- Robocup Weltmeisterschaft 2005, Osaka, Japan: 1. Platz Weltmeister mit dem GermanTeam
- US-Open 2005, Atlanta: Interkontinentalmeister
- German-Open 2005, Paderborn: 1. Platz
- Robogames 2005, San Francisco: 1. Platz
- Robocup Weltmeisterschaften 2004, Lissabon, Portugal: 1. Platz, Weltmeister mit dem GermanTeam
- Japan-Open 2004, Osaka, Japan: 2. Platz Technical Challenge
- American Open 2004, New Orleans: 4. Platz.
- Australian-Open 2004, Sydney, Australien: 3. Platz
- German-Open 2004, Paderborn: 4. Platz
- Robocup Weltmeisterschaft 2003, Padua, Italien: Viertelfinale erreicht, 1. Platz Technical Challenge (GermanTeam)
- German-Open 2003, Paderborn: 3. Platz
- Robocup 2002 Fukuoka, Japan: Viertelfinale erreicht.
- German Open 2002, Paderborn: 4. Platz